# Lago Macleod
El lago Macleod (del inglés: Lake Macleod) es un gran lago endorreico de Australia, el más occidental de los lagos del estado de Australia Occidental. Se encuentra al norte de la pequeña ciudad costera de Carnarvon, que tiene una población estimada de 7200 habitantes. Climáticamente, esa parte de Australia Occidental está fuertemente influenciada la corriente Australia occidental que fluye hacia el norte llevando agua fría hacia el norte desde la Antártida, lo que no conlleva la producción de precipitaciones en el interior. Esta corriente marina, junto con una llanura costera muy plana, contribuyen a crear unas condiciones a lo largo de la costa casi desérticas, como muestra la foto de satélite, con el paisaje marrón alrededor del lago y los lechos de sal muy reflectantes en el lago. El punto más bajo en el lago parece estar cerca del extremo norte, donde los azules claros indican un poco de agua restante. Una inspección detallada revela líneas muy débiles en el extremo sur del lago de Macleod donde los lechos de gran evaporación se utilizan para la producción de sal y yeso de alta calidad. 
El lago es reconocido como uno de los humedales DIWA (A Directory of Important Wetlands in Australia), ya que es un ejemplo sobresaliente de un lago importante situado en la costa que es periódicamente inundado por agua dulce.

## Historia
Dirk Hartog, un neerlandés, hizo el primer desembarco autenticado por un europeo a lo largo de esta costa en 1616. Los primeros exploradores ya registraron la gran amplitud de las mareas a lo largo de esta zona costera.